# Volo Saratov Airlines 703
Il volo Saratov Airlines 703 era un collegamento di linea della Saratov Airlines tra l'aeroporto di Mosca-Domodedovo e l'aeroporto di Orsk. L'11 febbraio 2018, l'Antonov An-148B che operava il volo precipitò poco dopo il decollo, causando la morte dei 65 passeggeri e dei 6 membri dell'equipaggio.

## L'aereo
Il velivolo coinvolto nell'incidente era un Antonov An-148B, codice di registrazione RA-61704, S/N 27015040004, spinto da due motori Progress D-436; volò per la prima volta nel maggio 2010 e venne acquistato da Rossija Airlines il 23 giugno 2010. L'aereo era già stato coinvolto in due incidenti minori: il 28 luglio 2013, durante il volo, un motore aveva subito lo stallo del compressore e si spense, costringendo i piloti a ritornare all'aeroporto di San Pietroburgo-Pulkovo; il 23 agosto 2013, l'aereo aveva subito un guasto al carrello di atterraggio anteriore durante il decollo dall'aeroporto di Mineral'nye Vody. Il velivolo era stato preso in leasing da Saratov Airlines l'8 febbraio 2017.

## Passeggeri ed equipaggio
Il volo 703 trasportava 65 passeggeri, tra cui tre bambini, e sei membri dell'equipaggio. Il Ministero per le Emergenze dichiarò che 62 passeggeri erano cittadini russi, gli altri tre erano un cittadino dell'Azerbaigian, uno del Kazakistan ed uno della Svizzera.
Il pilota del volo 703 era Valery Gubanov, 51 anni, diplomato all'accademia militare di Tambov; al giorno dell'incidente aveva accumulato oltre 5 000 ore di volo, 2 800 delle quali sull'Antonov An-148. Il copilota era Sergey Gambaryan, 35 anni.

## L'incidente

Tracciato di altitudine e velocità del Volo 703

Tracciato della rotta compiuta dal Volo 703

L'Antonov An-148 decollò da Mosca alle 14:21 locali (11:21 UTC); i tracciati radar mostrarono che raggiunse un'altitudine massima di 1 800 metri prima di cominciare una discesa repentina e di schiantarsi, alle 14:28, in un campo ricoperto di neve.
Alcuni riferirono che, pochi minuti prima dello schianto, il pilota aveva comunicato ai controllori di volo la presenza di un malfunzionamento a bordo e che avrebbe dovuto effettuare un atterraggio di emergenza all'aeroporto di Zhukovsky; questa notizia venne in seguito smentita dagli investigatori. Testimoni oculari riferirono che l'aereo era già in fiamme mentre stava precipitando. Il momento dello schianto venne ripreso da una telecamera di sorveglianza di una casa; il filmato mostra che l'aereo impattò dapprima il terreno e poi prese immediatamente fuoco.

## Le indagini
Le indagini vennero affidate all'Interstate Aviation Committee (MAK). Secondo quanto dichiarato dai primi soccorritori, i rottami dell'Antonov erano sparsi su un’area di circa un chilometro quadrato; questo poteva suggerire che il velivolo era esploso in volo, ma gli investigatori dichiararono di non aver trovato tracce di esplosivo sui resti dell'aereo.
Nei giorni precedenti l'incidente, la regione di Mosca era stata interessata da una perturbazione che aveva portato copiose nevicate, ma l'11 febbraio le precipitazioni si erano attenuate. Alcuni testimoni dichiararono all’agenzia di stampa Interfax di aver visto delle fiamme e del fumo fuoriuscire dall'aereo mentre stava precipitando, ma secondo altri testimoni si vedeva solo del fumo.
Subito dopo l'incidente si diffuse la notizia di una probabile collisione con un elicottero postale, ma la direzione delle Poste smentì subito questa possibilità. Secondo alcune indiscrezioni raccolte all'aeroporto di partenza, il pilota avrebbe rifiutato la procedura di de-icing, ma secondo i media russi l'Antonov An-148 dispone di un proprio sistema di riscaldamento delle ali e che se ci fosse stata presenza di ghiaccio su di esse l'aereo non avrebbe potuto raggiungere i 1 800 metri di altitudine, quota dalla quale iniziò poi la picchiata verso il terreno.
Il 12 febbraio, una portavoce della commissione investigativa riferì che erano state ritrovate entrambe le scatole nere, e che, sebbene danneggiate, sarebbero state comunque decodificabili.
Il 13 febbraio, il MAK riferì che l'analisi del Flight Data Recorder (FDR) aveva rivelato che i tubi di Pitot erano ghiacciati in quanto i piloti avevano disinserito il sistema di riscaldamento esterno; proprio ai piloti, quindi, sarebbero arrivate informazioni errate sull'effettiva velocità del velivolo. Sempre secondo i dati delle scatole nere, l'aereo era in modalità di comando manuale quando cominciò la discesa verso il terreno e solo il primo ufficiale si era accorto del malfunzionamento degli strumenti, ma non era riuscito a persuadere di ciò il comandante.
Il 29 giugno, l'IAC riferì che lo schianto, avvenuto durante la salita, era stato causato dalle errate reazioni da parte dell'equipaggio in risposta a letture errate della velocità, causate dalla formazione di blocchi di ghiaccio nei tubi di pitot. Ciò aveva portato alla perdita di controllo del velivolo con conseguente picchiata e collisione al suolo.

## Conseguenze
Il 12 febbraio Saratov Airlines sospese tutti i voli degli Antonov An-148. Il 15 febbraio, la compagnia comunicò che dopo aver sottoposto tutti gli Antonov An-148 in flotta ad accurati controlli, ne aveva ripristinato il servizio. Il 20 marzo, il Ministro dei Trasporti russo, in seguito a ispezioni effettuate, sospese tutti i voli della Saratov Airlines fino al 27 aprile.